# Lester Cook
Lester Cook (* 24. April 1984 in Calabasas, Kalifornien) ist ein US-amerikanischer Tennisspieler.

## Karriere
Cook spielte bis 2002 auf der ITF Junior Tour. In der Jugend-Rangliste erreichte er mit Rang 70 seine höchste Notierung. Bei Grand-Slam-Turnieren kam er nie über die zweite Runde hinaus. 2001 begann Cook ein Studium an der Texas A&M University im Fachbereich Volkswirtschaftslehre. In dieser Zeit war Cook einer der erfolgreichsten Spieler im College Tennis. In der College-Rangliste war seine beste Platzierung Rang 6 im Einzel und Rang 1 im Doppel. 2005 schloss er sein Studium ab und wurde Profi.
Noch während seines Studiums spielte Cook erste Profiturniere. Erste Erfolge feierte er zunächst vor allem im Doppel, wo er von 2002 bis 2006 jedes Jahr einen Titel auf der ITF Future Tour gewann. Für das Turnier in Los Angeles erhielt er zudem mehrere Wildcards, die auch die einzigen Auftritte auf der ATP Tour blieben. Im Doppel verlor er 2001 und 2002 zum Auftakt, während er im Einzel 2004 Jeff Morrison ebenfalls in der ersten Runde unterlag. Sein erstes vollständiges Profijahr ließ ihn in der Weltrangliste klettern. Im Einzel gewann er seine ersten zwei Future-Titel, wodurch er in die Top 500 einstieg. In Valencia zog er im Doppel in sein erstes Challenger-Halbfinale ein, sein zweites erreichte er 2007 in Calabasas. 2007 gewann er im Einzel und Doppel je drei Futures, ein Durchbruch bei Challengers gelang ihm weiterhin nicht. Das änderte sich 2008. Im Einzel zog er in Bradenton, Carson, Yuba City, Granby und Calabasas ins Viertelfinale ein, wo aber jedes Mal Schluss war. Er war damit vor dem Einzug in die Top 300. Im Doppel zog er im selben Zeitraum ins Finale von Puerto Rico ein, einen Monat später gewann er das Turnier in Bradenton und damit seinen ersten Challenger.
2009 wurde Cooks bislang bestes Jahr der Karriere. Er gewann einen Future im Einzel und drei im Doppel, die meiste Zeit aber konkurrierte er bei Challengers. In Carson zog er in sein erstes Einzel-Halbfinale ein, sein zweites erreichte er gegen Ende des Jahres in Seoul. Fünf weitere Male stand er im Viertelfinale. Im Doppel gewann er in Sacramento den zweiten und letzten Challenger-Titel seiner Karriere, während er in Carson das Finale verlor. Darüber hinaus erreichte er etliche Vorschlussrunden. Er schloss das Jahr jeweils in den Top 250 ab. 2010 steigerte er sich nochmal. In Carson und Vancouver schied er zweimal im Halbfinale aus, sein bestes Karriereresultat im Einzel erzielte er in Tulsa, als er das Finale erreichte. Dort verlor er gegen Bobby Reynolds in zwei Sätzen. Danach kam er über das Viertelfinale nicht mehr hinaus. Im Doppel stand er sechsmal im Halbfinale, verlor dort aber jedes Mal. Nach seinem Finaleinzug erreichte er seinen Karrierebestwert von Platz 191 im Einzel, im Doppel war er Anfang des Jahres mit Platz 175 am besten notiert. Nach der Qualifikation für Wimbledon 2011 beendete er seine Karriere. Insgesamt siebenmal hatte er in der Qualifikation für ein Grand-Slam-Turnier gestanden und jedes Mal in der ersten Runde verloren. In seiner Karriere gewann er 7 Einzel und 11 Doppeltitel bei Futures sowie 2 Challenger im Doppel.
Nach seiner Karriere arbeitete Cook zunächst als Tennistrainer. 2014 eröffnete er eine Immobilienfirma mit seinem eigenen Namen.

## Erfolge
| Legende (Anzahl der Siege) |
| Grand Slam                 |
| ATP Finals                 |
| ATP Tour Masters 1000      |
| ATP Tour 500               |
| ATP Tour 250               |
| ATP Challenger Tour (2)    |

### Doppel

#### Turniersiege
| Nr. | Datum            | Turnier    | Belag     | Partner      | Finalgegner                          | Ergebnis         |
| --- | ---------------- | ---------- | --------- | ------------ | ------------------------------------ | ---------------- |
| 1.  | 18. Mai 2008     | Bradenton  | Sand      | Carsten Ball | Ryler DeHeart Todd Widom             | 4:6, 6:3, [10:6] |
| 2.  | 11. Oktober 2009 | Sacramento | Hartplatz | David Martin | Santiago González Travis Rettenmaier | 4:6, 6:3, [10:5] |